# Kasteel Boterlaerhof

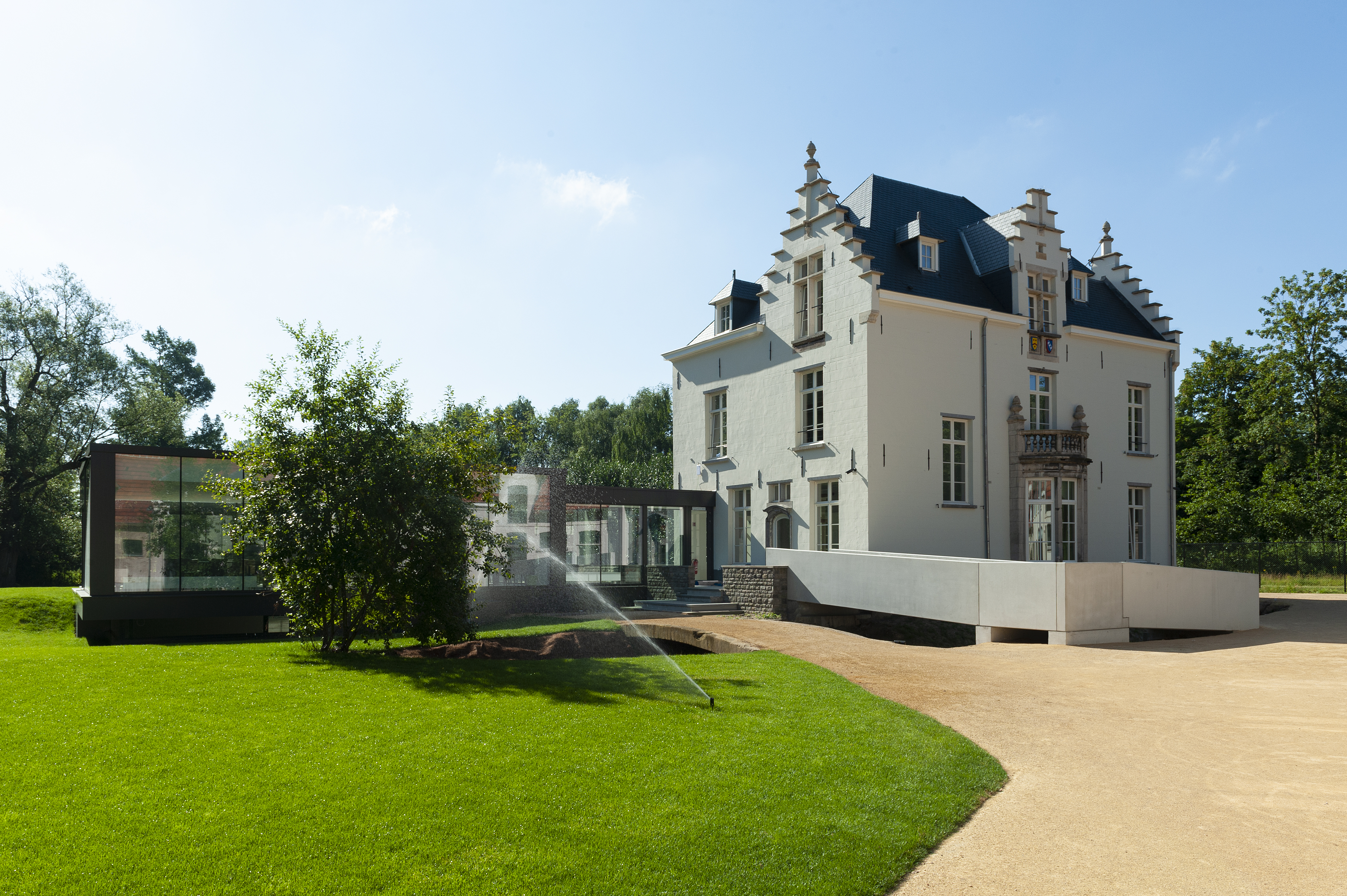
Boterlaerhof

Het Kasteel Boterlaerhof (ook wel: Boterlaarhof) is een kasteel in de Belgische plaats Deurne.
De oorsprong van het kasteel ligt in de 16e eeuw. Het was in 1525 in het bezit van Cornelis Van Ekeren. Het heeft enige tijd dienst gedaan als bierbrouwerij. In 1626 werd het kasteel aangekocht door jonker Herman Dassa, die er een omwaterd lusthof van maakte. De grachten werden in de 18e eeuw verbonden met de Herentalse Vaart. In 1907 werd het kasteel voor de eerste keer geteisterd door een verwoestende brand. Het brandde volledig uit, maar werd nog datzelfde jaar nog heropgebouwd in de neotraditionele stijl. Die datum van heropbouw is nog steeds aanwezig op de zuidgevel van het kasteel.
Door de aanleg van de E313 werd het kasteel afgescheiden van de vroegere inkomdreef en moesten de grachten gedempt worden. De stalen toegangspoort werd dichter naar het kasteel verplaatst. Die poort heeft in de loop van de geschiedenis al op vier verschillende plaatsen de toegang tot het kasteel verleend.
Lodewijk Boeckx en diens vrouw Jacqueline Gevers waren de laatste bewoners van het kasteeltje en ze hebben er drie generaties gewoond. Het kasteel bleef bewoond tot 2009 en kreeg daarna enkele andere bestemmingen, zoals een restaurant, een dokterspraktijk en een zetel van een vastgoedmakelaar. Het kasteel was in bezit gekomen van een vastgoedgroep, maar deze ging in mei 2014 failliet. 
Op 11 juni 2015 brak er brand uit in het kasteel door toedoen van spelende kinderen. Het kasteel Boterlaerhof brandde weer volledig af en veranderde in een zwartgeblakerde ruïne. Na een tweede en nog fellere brand, liet Antwerps burgemeester Bart De Wever het kasteel afzetten met ijzeren platen, om nog meer incidenten te voorkomen. Het instortingsgevaar was te groot.
In 2017 werd de ruïne openbaar verkocht. Johan Van Nuffel en Kelly Michielsen kochten het kasteel aan en verbouwden het tot een jeugdverblijf. Er worden tijdens de zomervakantie kampen van jeugdorganisatie Activak georganiseerd.

## Trivia
- In de loop van de geschiedenis heeft het kasteel onderdak geboden aan onder andere Peter Paul Rubens en Napoleon Bonaparte.
- Chateau Zakspeed was de bijnaam van het Kasteel Boterlaerhof. Het werd aanzien als een populaire Urbex-locatie in België.